# Centrale nucléaire de Quad Cities
La Centrale nucléaire de Quad Cities est située près de Cordova dans l'Illinois sur le Mississippi. Le nom de la centrale provient des quatre villes voisines connues sous le nom de Quad Cities :
- Bettendorf et Davenport dans l'Iowa,
- Moline et Rock Island dans l'Illinois.

## Description
La centrale est équipée de deux réacteurs à eau bouillante (REB) construits par General Electric :
- Quad Cities 1 : 855 MWe (*), mis en service en 1972 pour 40 ans, puis prolongé à 60 ans (2032).
- Quad Cities 2 : 855 MWe, mis en service en 1972 pour 40 ans, puis prolongé à 60 ans (2032).

(*) La capacité du réacteur n°1 est passée de 762 MWe à l'origine à 855 MWe.
La centrale de Quad Cities appartient à Exelon qui en est aussi l'exploitant et qui produit approximativement 1700 MWe au total sur ce site.

## Incidents
En mars 2002, durant un essai pour justifier une augmentation de puissance des réacteurs à eau bouillante âgés, le réacteur Quad Cities 2 a commencé à vibrer. Il a été arrêté le 29 mars à la suite de fuites dans le circuit de contrôle de la turbine.
Après le redémarrage en avril, les vibrations ont causé la rupture d'un drain de la ligne principale de vapeur, la ligne a été réparée et un redémarrage a été effectué le 7 juin. Le 18 juin il devenait évident que l'augmentation de puissance causait des dommages ce qui a conduit à la réduction de la puissance mais le mal étant fait, la tranche était arrêtée pour réparations le 11 juillet. Le problème provenait d'un trou dans le sécheur de vapeur qui a dû être réparé et consolidé.
La tranche n°2 est redémarrée le 21 juin 2002. Le sécheur de vapeur a été endommagé une nouvelle fois le 28 mai 2003 avec une importante fissure.

Ces incidents successifs n'ont pas découragé la NRC qui a poursuivi le programme d'essais prévu pour justifier des augmentations de puissance sur les autres réacteurs à eau bouillante.